# سلول عملیات مشترک
سلول عملیات مشترک بخش مشترکی میان ستاد ارتباطات دولت (سازمان اطلاعاتی شنود الکترونیک کشور بریتانیا) و آژانس جرائم ملی (یک سازمان اجرای قانون در بریتانیا) است. این سازمان کار خود را در نوامبر ۲۰۱۵ با هدف مبارزه با طیف گسترده‌ای از جرائم در وب تاریک آغاز کرد. زمینه کاری نخست این سازمان، سوءاستفاده جنسی از کودکان بود اما به قاچاق سکس در سطح بین‌الملل و فروش مواد مخدر و جنگ‌افزار در بازارهای وب تاریک نیز گسترش یافت. روش‌های اطلاعاتی سلول عملیات مشترک، تحلیل داده بدست آمده از نظارت گسترده است.

## تاریخچه
در نوامبر ۲۰۱۳ نخست‌وزیر آن هنگام بریتانیا دیوید کامرون گفت که سازمان‌های اطلاعاتی بریتانیا و جامعه اطلاعاتی ایالات متحده آمریکا به مبارزه با پخش نگاره‌های سوءاستفاده جنسی از کودکان در وب تاریک که در موتورهای جستجوی وب در دسترس نیستند کمک می‌کنند. او در دسامبر ۲۰۱۴ در نشست جهانی سران "ما از کودکان در وب حفاظت می‌کنیم" طرح‌های خود برای بنیان‌گذاری سلول عملیات مشترک را مطرح کرد. آغاز به کار سلول عملیات مشترک در نوامبر ۲۰۱۵ در مراسم گشایش یک تسهیلات متمرکز در واشینگتن، دی.سی. در اعلامیه مطبوعاتی مشترک از رئیس ستاد ارتباطات دولت، رابرت هانیگان و رئیس آژانس جرائم ملی کیث بریستو اعلام شد.